# 莱尔马 (布尔戈斯省)
莱尔马，是西班牙卡斯蒂利亚-莱昂布尔戈斯省的一个市镇。总面积166平方公里，总人口2587人（2001年），人口密度16人/平方公里。